# Elkenroth
Elkenroth là một đô thị nằm ở biên giới của vùng Westerwald ở the huyện Altenkirchen, Rheinland-Pfalz, Đức. Đô thị này thuộc Amt Gebhardshain.